# Daiki Nishiyama
Daiki Nishiyama (jap. 西山大希 Nishiyama Daiki; * 20. November 1990) ist ein japanischer Judoka. Er war 2010 und 2011 Weltmeisterschaftszweiter im Mittelgewicht.

## Sportliche Karriere
Daiki Nishiyama war 2009 Dritter der Juniorenweltmeisterschaften. Beim Grand-Slam-Turnier in Tokio erreichte er Ende 2009 das Finale und verlor gegen Takashi Ono. 2010 gewann Ono auch bei den japanischen Meisterschaften vor Nishiyama. Im Mai belegte Nishiyama den dritten Platz beim Grand Slam in Rio de Janeiro, im Juli erreichte er das Finale beim Grand Slam in Moskau, wo er erneut gegen Ono verlor. Bei den Weltmeisterschaften in Tokio bezwang er im Viertelfinale den Österreicher Max Schirnhofer und im Halbfinale den Georgier Warlam Liparteliani, im Finale unterlag Nishiyama dem Griechen Ilias Iliadis. Anfang 2011 siegte Nishiyama im Finale des Grand-Slam-Turniers in Paris gegen den Brasilianer Tiago Camilo. Im Finale der Asienmeisterschaften in Abu Dhabi verlor er gegen den Südkoreaner Lee Kyu-won. Beim Grand Slam in Moskau erreichte Nishiyama wie 2010 das Finale und unterlag dann Ilias Iliadis. Bei den Weltmeisterschaften in Paris bezwang er im Viertelfinale den Kubaner Asley González und im Halbfinale Takashi Ono, im Finale verlor er erneut gegen Iliadis.
In den nächsten Jahren konnte Nishiyama sich nicht für internationale Meisterschaften qualifizieren. Seine beste internationale Platzierung war der zweite Platz hinter dem Südkoreaner Gwak Dong-han beim Grand Slam in Tokio 2014. 2015 trafen diese beiden Judoka auch im Finale der Asienmeisterschaften in Kuwait aufeinander und Gwak gewann auch hier. Anfang 2016 siegte Nishiyama beim Grand Slam in Paris, wo er im Finale den Franzosen Alexandre Iddir bezwang. 2017 wechselte er ins Halbschwergewicht, 2018 wurde er in dieser Gewichtsklasse japanischer Meister.